# Карашокы (Карагандинская область)
Карашокы (каз. Қарашоқы) — село в Каркаралинском районе Карагандинской области Казахстана. Входит в состав Бесобинского сельского округа. Код КАТО — 354847300.

## Население
В 1999 году население села составляло 188 человек (97 мужчин и 91 женщина). По данным переписи 2009 года, в селе проживало 97 человек (48 мужчин и 49 женщин).